# Sarops dreisbachi
Sarops dreisbachi är en stekelart som beskrevs av Riegel 1982. Sarops dreisbachi ingår i släktet Sarops och familjen bracksteklar. Inga underarter finns listade i Catalogue of Life.